# 進藤丈介
進藤 丈介（しんどう じょうすけ、1944年11月1日 - ）は、日本の経営者。かんぽ生命保険会長を務めた。

## 経歴
東京都出身。1968年に東京大学経済学部を卒業し、同年4月に東京海上火災保険に入社。1996年6月に取締役に就任し、1998年6月に常務を経て、2007年10月から2012年6月までにかんぽ生命保険会長も務めた。